# Rudi Fischer
Rudolf "Rudi" Fischer (Stuttgart, Njemačka, 19. travnja 1912. – Luzern, Švicarska, 30. prosinca 1976.) je bio švicarski vozač automobilističkih utrka.
Fischer je pomalo misterija. Neki kažu da je rođen u Zürichu 1912. godine, a drugi smatraju da je to bilo u Stuttgartu u Njemačkoj. Neki misle da je bio ugostitelj, a drugi kažu da je vodio električnu tvrtku. I nitko ne zna je li uopće bio u vezi s Martinom Fischerom, inženjerom iz Züricha, koji je konstruirao neke od najranijih automobila u zemlji pod imenima Turikum i Fischer. Ono što je sigurno, Fischer se počeo utrkivati 1948.
U Formuli 1 je nastupao od 1951. do 1952., a najbolji rezultat mu je drugo mjesto na VN Švicarske 1952. Ostvario je i dvije pobjede u utrkama Formule 1 koje se nisu bodovale za prvenstvo 1952., Internationales ADAC Eifelrennen na Nürburgringu i Internationales Avusrennen na AVUS-u. U svim svojim utrkama u Formuli 1 je nastupao za Écurie Espadon, momčad koju je sam osnovao.

## Rezultati

### Formula 1
| Sezona | Konstruktor | Plasman | Bodovi |
| ------ | ----------- | ------- | ------ |
| 1950.  | SVA-Fiat    | –       | 0      |
| 1951.  | Ferrari     | –       | 0      |
| 1952.  | Ferrari     | 4.      | 10     |

Popis rezultata u Formuli 1
| Rb. | Sezona | Datum       | Velika Nagrada      | Staza             | Momčad / Sudionik | Broj | Šasija      | Motor       | Gume | Grid | Plasman |
| --- | ------ | ----------- | ------------------- | ----------------- | ----------------- | ---- | ----------- | ----------- | ---- | ---- | ------- |
| 1.  | 1950.  | 4. lipnja   | VN Švicarske        | Bremgarten        | Écurie Espadon    | 38   | SVA 1500    | Fiat L4c    | P    |      | Nn.     |
| 2.  | 1951.  | 27. svibnja | VN Švicarske        | Bremgarten        | Écurie Espadon    | 38   | Ferrari 212 | Ferrari V12 | P    | 10.  | 11.     |
| 3.  | 1951.  | 29. srpnja  | VN Njemačke         | Nürburgring       | Écurie Espadon    | 91   | Ferrari 212 | Ferrari V12 | P    | 8.   | 6.      |
| 4.  | 1951.  | 16. rujna   | VN Italije          | Monza             | Écurie Espadon    | 14   | Ferrari 212 | Ferrari V12 | P    |      | Nn.     |
| 5.  | 1952.  | 18. svibnja | VN Švicarske        | Bremgarten        | Écurie Espadon    | 42   | Ferrari 500 | Ferrari L4  | P    | 5.   | 2.      |
| 6.  | 1952.  | 6. srpnja   | VN Francuske        | Rouen-les-Essarts | Écurie Espadon    | 36   | Ferrari 212 | Ferrari V12 | P    | 17.  | 11.     |
| 7.  | 1952.  | 19. srpnja  | VN Velike Britanije | Silverstone       | Écurie Espadon    | 19   | Ferrari 500 | Ferrari L4  | P    | 15.  | 13.     |
| 8.  | 1952.  | 3. kolovoza | VN Njemačke         | Nürburgring       | Écurie Espadon    | 117  | Ferrari 500 | Ferrari L4  | P    | 6.   | 3.      |
| 9.  | 1952.  | 7. rujna    | VN Italije          | Monza             | Écurie Espadon    | 18   | Ferrari 500 | Ferrari L4  | P    | 14.  | Odu.    |

## Vanjske poveznice
- Rudi Fischer - Stats F1